# تابستان درخشان
تابستان درخشان یا من نمی‌خواهم کاری انجام دهم (انگلیسی: Summer Strike; کره‌ای: 아무것도 하고 싶지 않아) یک مجموعهٔ تلویزیونی کره جنوبی سال ۲۰۲۲ با بازی کیم سول هیون و ایم شی‌وان است. این مجموعه بر پایهٔ وب‌تونی با همین نام اثر جو یونگ هیون است. تابستان درخشان یک درام اریجینال جینی تی‌وی است و برای استریم در پلتفرم خودش و سرویس رسانه‌ای اوتی‌تی سیزن قابل دسترسی است. این مجموعه همچنین از ۲۱ نوامبر تا ۲۷ دسامبر ۲۰۲۲، روزهای دوشنبه و سه‌شنبه ساعت ۲۱:۲۰ (کی‌اس‌تی) از ئی‌ان‌ای پخش شد.

## خلاصهٔ داستان
تابستان درخشان دربارهٔ افرادی است که پس از رها کردن زندگی شهری خود، تصمیم می‌گیرند که هیچ کاری انجام ندهند و به مکانی ناآشنا بروند.